# Claudius Traunfellner
Claudius Traunfellner (* 7. Februar 1965 in Wien) ist ein österreichischer Dirigent.

## Leben und Karriere
Claudius Traunfellner erhielt Violinunterricht am Konservatorium der Stadt Wien, wo er 1986 seine Studien abschloss. Bereits 1985 hatte er hier das künstlerische Diplom für Chor- und Ensembleleitung erlangt. 1987 bis 1989 studierte er Dirigieren bei Karl Österreicher an der Hochschule für Musik und darstellende Kunst Wien.
1985 gründete Traunfellner die Wiener Kammerphilharmonie, der er seither als künstlerischer Leiter vorsteht. Mit diesem und anderen Orchestern hat der Dirigent zahlreiche Auftritte im In- und Ausland absolviert, in allen renommierten Konzertsälen Österreichs sowie in den USA, Kanada, Südamerika, Japan, Taiwan, Frankreich, Belgien, Deutschland, Dänemark, Schweden, Italien, Spanien, Polen, Tschechien, Slowakei, Griechenland,
Claudius Traunfellner wird häufig als Gastdirigent von anderen Orchestern verpflichtet. Als Gastdirigent hat er zusammengearbeitet mit dem Orchester Bozen (1991), der Philharmonie Breslau (1992), dem Orchestre National du Capitole de Toulouse (1992), dem Orchestre National de Lyon (1990), dem Orchestre Lamoureux (2002), dem Orchestre d’Auvergne (2004), dem Orchestre de Bretagne (2003), dem Orchestre national des pays de la Loire (2003), dem RSO Saarbrücken (2003), dem Bruckner Orchester Linz (1993), dem RSO Wien (1993 u. 1995), dem NTO (1994, 1997 u. 1999), dem KSO (1996), der Österreichisch-Ungarischen Haydn-Philharmonie (1996), dem Symphonieorchester Vorarlberg (1994, 1997 u. 1999), dem Mozarteum-Orchester Salzburg (1996, 2002), dem Wiener Kammerorchester (1990–1996) und dem Mahler Chamber Orchestra (1998).
Auch bei internationalen Festivals wie den Wiener Festwochen, dem Wiener Musiksommer, dem Wiener Frühlingsfestival, dem Wiener Mozartfest, bei Wien Modern, bei den Haydn-Tagen und bei den Festspielen in Toulon, Montpellier, Le Mans, St. Gallen, Rovereto, Stresa, Ferrara, Flandern, Bodenseefestival, Rheingau Musik Festival, Mozartfest Würzburg, dem Carinthischen Sommer und der Schubertiade Vorarlberg hat Claudius Traunfellner dirigiert.
Zu den Opernproduktionen die Traunfellner in Wien und Bregenz geleitet hat, gehören Le nozze di Figaro, Il Barbiere di Sevilla und La Cenerentola. Traunfellners Repertoire reicht vom Barock bis zur Moderne, wobei der Dirigent Werken österreichischer Komponisten besondere Beachtung schenkt. Mit der Wiener Kammerphilharmonie, dem RSO Wien und dem Wiener Kammerorchester hat Claudius Traunfellner mehrere CDs aufgenommen, darunter Serenaden, Symphonien und Konzertarien von Mozart, Schönbergs „Verklärte Nacht“ und zahlreiche Werke österreichischer lebender Komponisten.